# پورت ارفرد (اورگن)
پورت ارفرد (به انگلیسی: Port Orford) شهری در شهرستان کاری ایالت اورگن است و در سرشماری سال ۲۰۱۱ میلادی، ۱٬۱۳۳ نفر جمعیت داشته که نسبت به سال ۲۰۱۰، ۰٫۱۸ درصد رشد جمعیت داشته‌است.